# Psychotria amita
Psychotria amita är en måreväxtart som beskrevs av Paul Carpenter Standley. Psychotria amita ingår i släktet Psychotria och familjen måreväxter. Inga underarter finns listade i Catalogue of Life.